# 心智邊界
心智邊界（Boundaries of the mind）是一種人格特質，涉及心智功能和心智過程之間的分離程度（「厚」）或連結程度（「薄」）。薄邊界與開放性思想、敏感性、易受傷害、創造力和藝術能力有關。邊界薄的人可能會混淆幻想和現實，並且往往具有流動的认同感，因此在與他人的關係中往往會融入關係或迷失自我。邊界厚的人能夠清楚地區分現實與幻想、自我與他人，並且傾向於定義明確的社會結構。這個構念（construct）是由精神分析學家歐內斯特·哈特曼（Ernest Hartmann）觀察經常做噩夢的人格特質提出的，目前已尤其被用於研究與夢境回憶和清醒夢的關係。

## 薄邊界和厚邊界
歐內斯特·哈特曼觀察到，經常做噩梦的人具有鮮明的人格特質，他將其描述為「不警惕」（unguarded）、「不設防」（undefended）、「易受傷害」（vulnerable）、「有藝術天賦」（artistic）和「開放」（open）。具有這些特徵的人似乎無法過濾掉夢中可怕的畫面和感覺。他們在自己和他人的身份之間，或者在自己的信仰和非傳統思想之間也缺乏屏障。哈特曼提出這樣的人在其心理過程之間有著「薄」邊界，並主張邊界的厚度或薄度是「人格的一個普遍的向度，也是整體心智組織的一個方面」。他認為這個概念類似於威廉·詹姆士的「軟心腸」（Tender-Mindedness）概念以及布拉特和里茨勒的「可滲透的自我邊界」（permeable ego boundaries）。這個構念是以邊界問卷（Boundary Questionnaire）來測量，邊界問卷評估了在不同領域之間的邊界的薄厚程度，包括睡眠和清醒、想法和感受，以及個人、位置和價值觀之間的邊界。邊界厚的人傾向於以「非黑即白」的方式看待世界，邊界薄的人則往往更能意識到「灰色陰影」。女性的邊界往往比男性薄，隨著年齡的增長，邊界往往會變厚。

## 測量
邊界問卷由145個量表組成，每個量表有5分，涵蓋以下12個方面：
1. 睡眠/清醒/做夢
2. 非尋常的經歷
3. 想法/感受/心情
4. 童年/青春期/成年
5. 人際關係
6. 敏感性
7. 整潔/確切/精密
8. 清楚的邊緣/線條/服裝
9. 對兒童的看法
10. 對組織的看法
11. 對人、國家和群體的看法
12. 關於美和真理的觀點

對138個測試項目的評分進行匯總，得出反映邊界薄度的總分「SumBound」。

## 與其他人格特質的關係
邊界問卷與五大人格特質模型有關，「薄邊界」主要與經驗開放性相關，尤其與經驗開放性的「想像力」（Fantasy）、「審美感受性」（Aesthetics）和「內在情緒感受性」（Feelings）方面有關，但也有部分內容與神經質、外向性、低盡責性相關。問卷分數也與吸引性、超境界性（Transliminality）、催眠感受性和暗示感受性呈正相關。薄邊界也與邁爾斯-布里格斯性格分類法的實感和直覺量表相關聯。

## 精神病理學
被診斷患有思覺失調型人格障礙或邊緣型人格障礙的人往往比其他人有更薄的邊界，而患有強迫症的人則往往有更粗的邊界。在明尼蘇達多項人格問卷上，薄邊界與偏執量表的高得分相關，而且在男性中則與具有高度女性氣質和低戒備心理相關。因此，男性的薄邊界與接受自我「女性化」方面的意願有關，而粗邊界的男性則認為「男人是男人，女人是女人」。

## 做夢
一項研究發現，邊界薄的人更容易回憶起夢境，做更多噩夢，也可能做更長、更強烈的夢，夢中有更多稀奇古怪的內容。此外，邊界薄的人往往更重視他們的夢境，尤其是夢的意義及創造性層面。邊界薄的人更有可能報告有童年的噩夢，表明薄邊界可能在人生過程相對穩定。

## 新紀元信仰
遵守新紀元信仰和實踐（如瑜伽、靈氣、占卜和占星術 ）的程度，與薄邊界以及準精神分裂性人格特質（schizotypy ）和奇幻思維（magical thinking ）的測量呈正相關。 新紀元信仰和薄邊界產生關聯的原因，可能有诸如「連結感」（connectedness）、整全觀（holism）和情緒敏感性等共同因素，加上擁有由聯想鬆弛（looseness of associations）所定義的思維風格。

## 外部連結
- 歐內斯特·哈特曼的论文
- 歐內斯特·哈特曼博士的個人網站 （页面存档备份，存于）